# Luis Manso

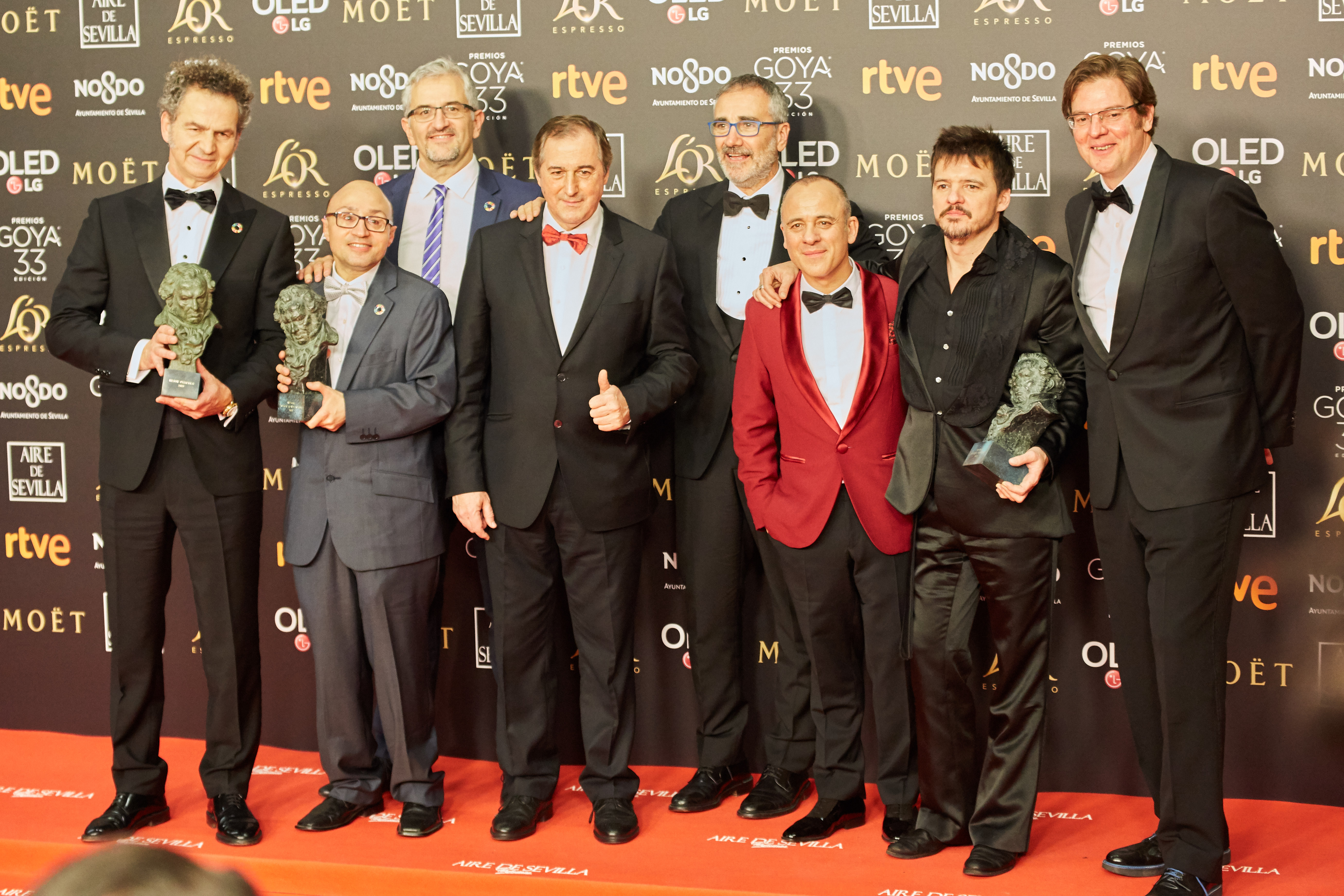
Luis Manso bei der Goyaverleihung 2019 (ganz links) mit der Crew von Wir sind Champions

Luis Manso (* 1961 in Madrid) ist ein spanischer Filmproduzent und Kameramann.

## Leben
Luis Manso begann Mitte der 1990er als Filmproduzent in Spanien zu arbeiten. 1992 gründete er zusammen mit Javier Fesser die Produktionsfirma Películas Pendelton, mit der er die meisten seiner Filme produziert hat. Seine erste größere Produktion war die Realverfilmung Clever & Smart zur gleichnamigen Comicserie. Für diesen erhielt er bei der Goya 2004 einen Preis in der Kategorie „Beste Produktionsleitung“ zusammen mit Marisa Ortiz. 
Bei der Oscarverleihung 2007 wurde er als Produzent des Kurzfilms Binta y La Gran Idea von Javier Fesser für einen Oscar in der Kategorie „Bester Kurzfilm“ nominiert. 2008 produzierte er das Filmdrama Camino, das auf der Lebensgeschichte von Alexia González-Barros González beruht, die an einem Wirbelsäulentumor starb. Der Film wurde sechsmal bei den Goyas 2009 ausgezeichnet.
Bei den Goyas 2015 erhielt er, für Clever & Smart – In geheimer Mission, und damit wieder für einen Clever & Smart-Film, seinen zweiten Goya, diesmal in der Kategorie „Bester Animationsfilm“ zusammen mit Franscisco Ramos. 
2018 produzierte er die Tragikomödie Wir sind Champions, die bei den Goyas 2019 elf Mal nominiert war und drei Mal ausgezeichnet wurde.

## Filmografie (Auswahl)
- 1994: Aquel ritmillo (Kurzfilm)
- 1998: El milagro de P. Tinto
- 2003: Clever & Smart (La gran aventura de Mortadelo y Filemón)
- 2007: Binta y La Gran Idea (Kurzfilm)
- 2008: Camino
- 2011: Amigos…
- 2016: Clever & Smart – In geheimer Mission (Mortadelo y Filemón contra Jimmy el Cachondo)
- 2018: Wir sind Champions (Campeones)

## Auszeichnungen und Nominierungen
Goya
- 2004: Clever & Smart – Beste Produktionsleitung (mit Marisa Ortiz)
- 2015: Clever & Smart – In geheimer Mission – Bester Animationsfilm (mit Francisco Ramos)

Oscar
- 2007: Binta y La Gran Idea – Bester Kurzfilm (mit Javier Fesser) – Nominierung